# بروتين مرتبط بالخلايا اللمفاوية التائية السامة 4
بروتين CTLA4 (وهو مختصر cytotoxic T-lymphocyte-associated protein 4) أو البروتين المرتبط بالخلايا اللمفاوية التائية السامة 4 وكذلك يعرف باسم كتلة التمايز 152 هو مستقبل بروتيني يقوم بدور حاجز مناعي يخفف الجهاز المناعي.
يوجد البروتين على سطح الخلايا التائية ويقوم بدور الإيقاف عندما يرتبط بكتلة التمايز 80 أو كتلة التمايز 86 على سطح الخلية المقدمة للمستضد (APC).
اللبروتين مشفر بالمورثة Ctla4 في الفئران والمورثة CTLA4 في الإنسان.